# Équipe de Serbie masculine de handball
Maillots
Dernière mise à jour : 21 janvier 2023.
L'Équipe de Serbie masculine de handball est une sélection représentant les meilleurs joueurs serbes de handball sous l'égide de la Fédération serbe de handball. Elle a été créée en 2006 à la suite de la dissolution de la Serbie-et-Monténégro. 

## Palmarès
Comme pour les autres sports, la Serbie a hérité du palmarès de la Yougoslavie (avant 1991) puis de la république fédérale de Yougoslavie, devenue Serbie-et-Monténégro entre 2003 et 2006. En tant que nation propre, la Serbie a remporté la médaille d'argent au Championnat d'Europe 2012 (à domicile) et la médaille d'or aux Jeux méditerranéens de 2009.
 Jeux olympiques
- (1972, 1984)
- (1988)

Championnat du monde
- (1986)
- (1982)
- (1970, 1974, 1999, 2001)

Championnat d'Europe
- (2012)
- (1996)

Jeux méditerranéens
- (1967, 1975, 1979, 1983, 1991, 2009)

## Parcours détaillé
| Édition     | Tour                                     | Rang                                     | J                                        | V                                        | N                                        | D                                        | BP                                       | BC                                       | Diff                                     |
| ----------- | ---------------------------------------- | ---------------------------------------- | ---------------------------------------- | ---------------------------------------- | ---------------------------------------- | ---------------------------------------- | ---------------------------------------- | ---------------------------------------- | ---------------------------------------- |
| 1972 à 1992 | Voir Yougoslavie                         | Voir Yougoslavie                         | Voir Yougoslavie                         | Voir Yougoslavie                         | Voir Yougoslavie                         | Voir Yougoslavie                         | Voir Yougoslavie                         | Voir Yougoslavie                         | Voir Yougoslavie                         |
| 1996 à 2004 | Voir RF Yougoslavie/Serbie-et-Monténégro | Voir RF Yougoslavie/Serbie-et-Monténégro | Voir RF Yougoslavie/Serbie-et-Monténégro | Voir RF Yougoslavie/Serbie-et-Monténégro | Voir RF Yougoslavie/Serbie-et-Monténégro | Voir RF Yougoslavie/Serbie-et-Monténégro | Voir RF Yougoslavie/Serbie-et-Monténégro | Voir RF Yougoslavie/Serbie-et-Monténégro | Voir RF Yougoslavie/Serbie-et-Monténégro |
| 2008        | Non qualifié                             | Non qualifié                             | Non qualifié                             | Non qualifié                             | Non qualifié                             | Non qualifié                             | Non qualifié                             | Non qualifié                             | Non qualifié                             |
| 2012        | Phase de groupes                         | 9e/16                                    | 5                                        | 1                                        | 0                                        | 4                                        | 120                                      | 131                                      | -11                                      |
| 2016        | Non qualifié                             | Non qualifié                             | Non qualifié                             | Non qualifié                             | Non qualifié                             | Non qualifié                             | Non qualifié                             | Non qualifié                             | Non qualifié                             |
| 2020        | Non qualifié                             | Non qualifié                             | Non qualifié                             | Non qualifié                             | Non qualifié                             | Non qualifié                             | Non qualifié                             | Non qualifié                             | Non qualifié                             |
| 2024        | Non qualifié                             | Non qualifié                             | Non qualifié                             | Non qualifié                             | Non qualifié                             | Non qualifié                             | Non qualifié                             | Non qualifié                             | Non qualifié                             |
| Total       | 1 / 5                                    | 0 titre                                  | 5                                        | 1                                        | 0                                        | 4                                        | 120                                      | 131                                      | -11                                      |

| Édition     | Tour                                     | Rang                                     | J                                        | V                                        | N                                        | D                                        | BP                                       | BC                                       | Diff                                     |
| ----------- | ---------------------------------------- | ---------------------------------------- | ---------------------------------------- | ---------------------------------------- | ---------------------------------------- | ---------------------------------------- | ---------------------------------------- | ---------------------------------------- | ---------------------------------------- |
| 1954 à 1990 | Voir Yougoslavie                         | Voir Yougoslavie                         | Voir Yougoslavie                         | Voir Yougoslavie                         | Voir Yougoslavie                         | Voir Yougoslavie                         | Voir Yougoslavie                         | Voir Yougoslavie                         | Voir Yougoslavie                         |
| 1993 à 2005 | Voir RF Yougoslavie/Serbie-et-Monténégro | Voir RF Yougoslavie/Serbie-et-Monténégro | Voir RF Yougoslavie/Serbie-et-Monténégro | Voir RF Yougoslavie/Serbie-et-Monténégro | Voir RF Yougoslavie/Serbie-et-Monténégro | Voir RF Yougoslavie/Serbie-et-Monténégro | Voir RF Yougoslavie/Serbie-et-Monténégro | Voir RF Yougoslavie/Serbie-et-Monténégro | Voir RF Yougoslavie/Serbie-et-Monténégro |
| 2007        | Non qualifié                             | Non qualifié                             | Non qualifié                             | Non qualifié                             | Non qualifié                             | Non qualifié                             | Non qualifié                             | Non qualifié                             | Non qualifié                             |
| 2009        | Match pour la 7e place                   | 8e/24                                    | 9                                        | 4                                        | 1                                        | 4                                        | 280                                      | 281                                      | -1                                       |
| 2011        | Match pour la 9e place                   | 10e/24                                   | 9                                        | 3                                        | 1                                        | 5                                        | 246                                      | 251                                      | -5                                       |
| 2013        | 1/8 de finale                            | 10e/24                                   | 6                                        | 3                                        | 0                                        | 3                                        | 170                                      | 159                                      | 11                                       |
| 2015        | Non qualifié                             | Non qualifié                             | Non qualifié                             | Non qualifié                             | Non qualifié                             | Non qualifié                             | Non qualifié                             | Non qualifié                             | Non qualifié                             |
| 2017        | Non qualifié                             | Non qualifié                             | Non qualifié                             | Non qualifié                             | Non qualifié                             | Non qualifié                             | Non qualifié                             | Non qualifié                             | Non qualifié                             |
| / 2019      | Coupe du président                       | 18e/24                                   | 7                                        | 2                                        | 1                                        | 4                                        | 187                                      | 203                                      | -16                                      |
| 2021        | Non qualifié                             | Non qualifié                             | Non qualifié                             | Non qualifié                             | Non qualifié                             | Non qualifié                             | Non qualifié                             | Non qualifié                             | Non qualifié                             |
| / 2023      | Tour principal                           | 11e/32                                   | 6                                        | 4                                        | 0                                        | 2                                        | 191                                      | 168                                      | 23                                       |
| Total       | 5 / 11                                   | 0 titre                                  | 37                                       | 16                                       | 3                                        | 18                                       | 1074                                     | 1062                                     | 12                                       |

| Édition     | Tour                                     | Rang                                     | J                                        | V                                        | N                                        | D                                        | BP                                       | BC                                       | Diff                                     |
| ----------- | ---------------------------------------- | ---------------------------------------- | ---------------------------------------- | ---------------------------------------- | ---------------------------------------- | ---------------------------------------- | ---------------------------------------- | ---------------------------------------- | ---------------------------------------- |
| 1994 à 2006 | Voir RF Yougoslavie/Serbie-et-Monténégro | Voir RF Yougoslavie/Serbie-et-Monténégro | Voir RF Yougoslavie/Serbie-et-Monténégro | Voir RF Yougoslavie/Serbie-et-Monténégro | Voir RF Yougoslavie/Serbie-et-Monténégro | Voir RF Yougoslavie/Serbie-et-Monténégro | Voir RF Yougoslavie/Serbie-et-Monténégro | Voir RF Yougoslavie/Serbie-et-Monténégro | Voir RF Yougoslavie/Serbie-et-Monténégro |
| 2008        | Non qualifié                             | Non qualifié                             | Non qualifié                             | Non qualifié                             | Non qualifié                             | Non qualifié                             | Non qualifié                             | Non qualifié                             | Non qualifié                             |
| 2010        | Tour préliminaire                        | 13e/16                                   | 3                                        | 0                                        | 1                                        | 2                                        | 83                                       | 94                                       | -11                                      |
| 2012        | Finale                                   | /16                                      | 8                                        | 4                                        | 2                                        | 2                                        | 176                                      | 168                                      | 8                                        |
| 2014        | Tour préliminaire                        | 13e/16                                   | 3                                        | 1                                        | 0                                        | 2                                        | 73                                       | 77                                       | -4                                       |
| 2016        | Tour préliminaire                        | 15e/16                                   | 3                                        | 0                                        | 1                                        | 2                                        | 81                                       | 92                                       | -11                                      |
| 2018        | Tour principal                           | 12e/16                                   | 6                                        | 1                                        | 0                                        | 5                                        | 160                                      | 191                                      | -31                                      |
| / 2020      | Tour préliminaire                        | 20e/24                                   | 3                                        | 0                                        | 0                                        | 3                                        | 72                                       | 81                                       | -9                                       |
| / 2022      | Tour préliminaire                        | 14e/24                                   | 3                                        | 1                                        | 0                                        | 2                                        | 76                                       | 75                                       | 1                                        |
| 2024        | Tour préliminaire                        | 19e/24                                   | 3                                        | 0                                        | 1                                        | 2                                        | 83                                       | 85                                       | -2                                       |
| Total       | 8 / 9                                    | 0 titre                                  | 32                                       | 7                                        | 5                                        | 20                                       | 804                                      | 863                                      | -59                                      |

## Effectifs

### Effectif actuel
Les 20 joueurs sélectionnés pour disputer l'Euro 2024 sont :

### EffectifVice-champion d'Europe en 2012
L'effectif de la Serbie, vice-champion d'Europe, est :
- Dragan Marjanac
- Žarko Šešum
- Marko Vujin
- Ivan Nikčević
- Nikola Manojlović
- Alem Toskić
- Darko Stanić
- Momir Ilić
- Dobrivoje Marković
- Rajko Prodanović
- Rastko Stojković
- Momir Rnić
- Miloš Kostadinović
- Bojan Beljanski
- Nenad Vučković
- Dalibor Čutura
- Ivan Stanković
- Petar Nenadić

## Joueurs

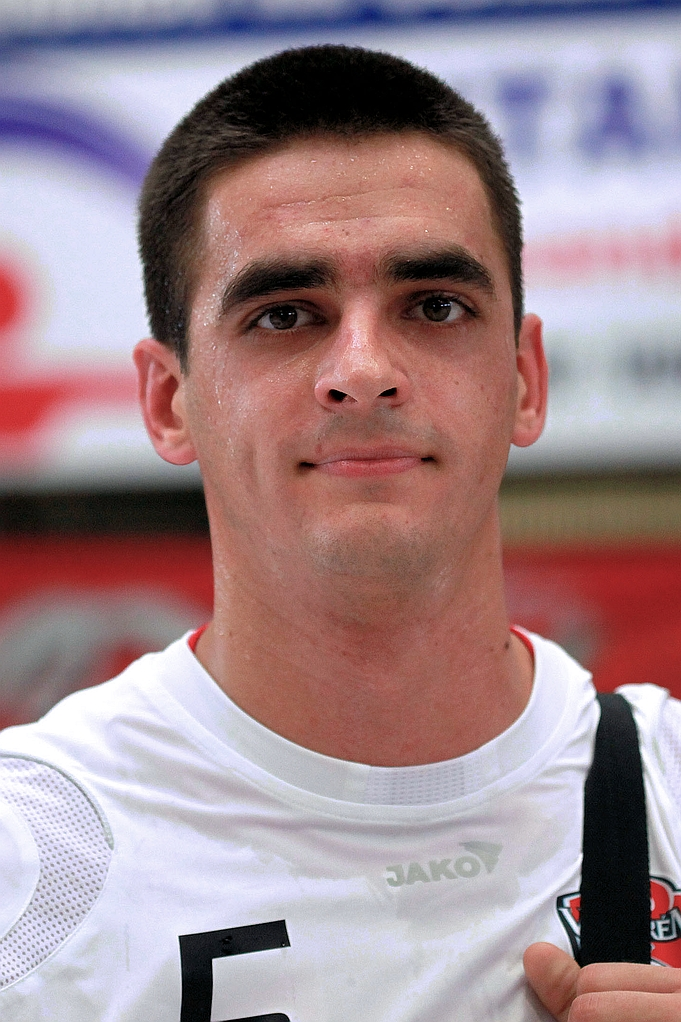
Žarko Šešum
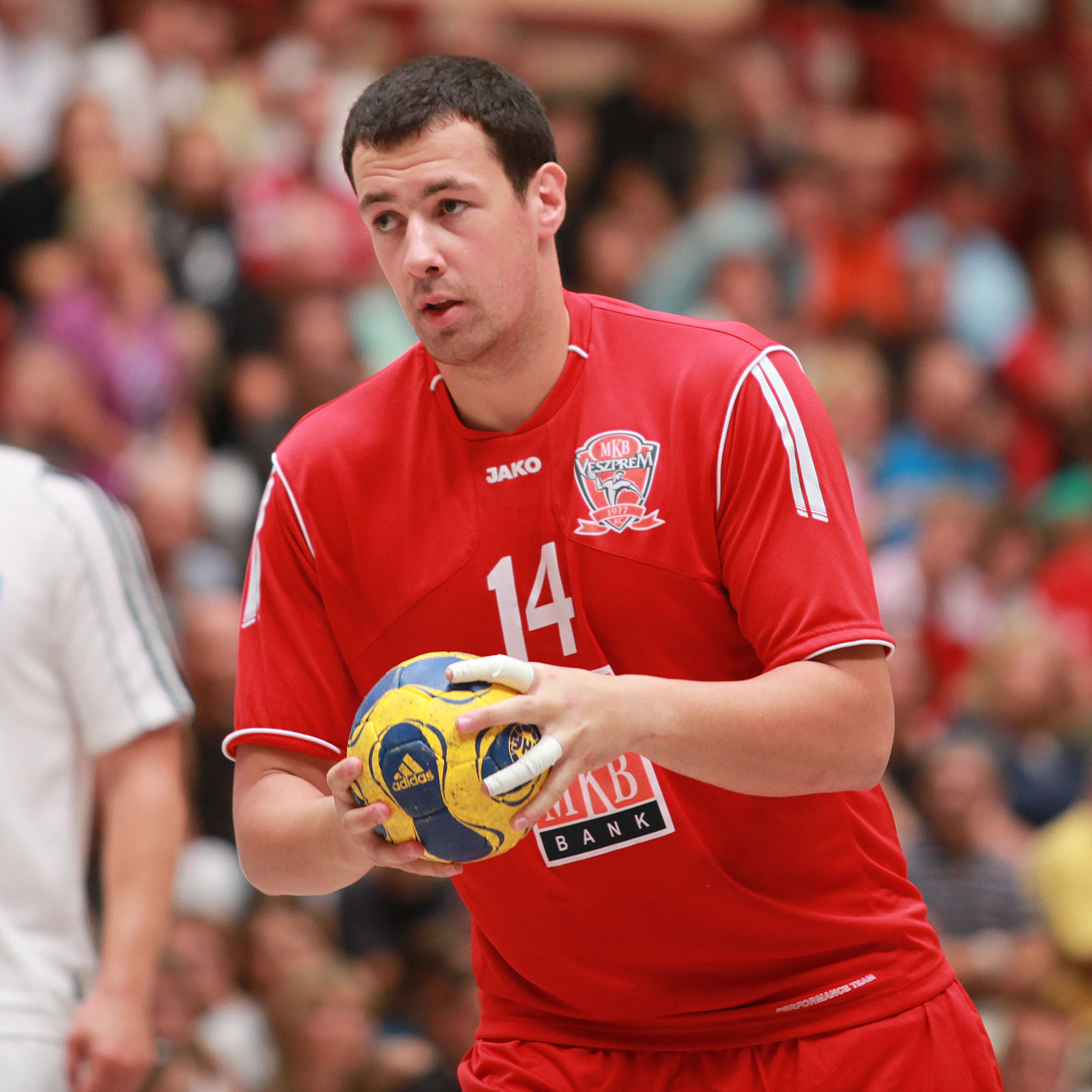
Marko Vujin
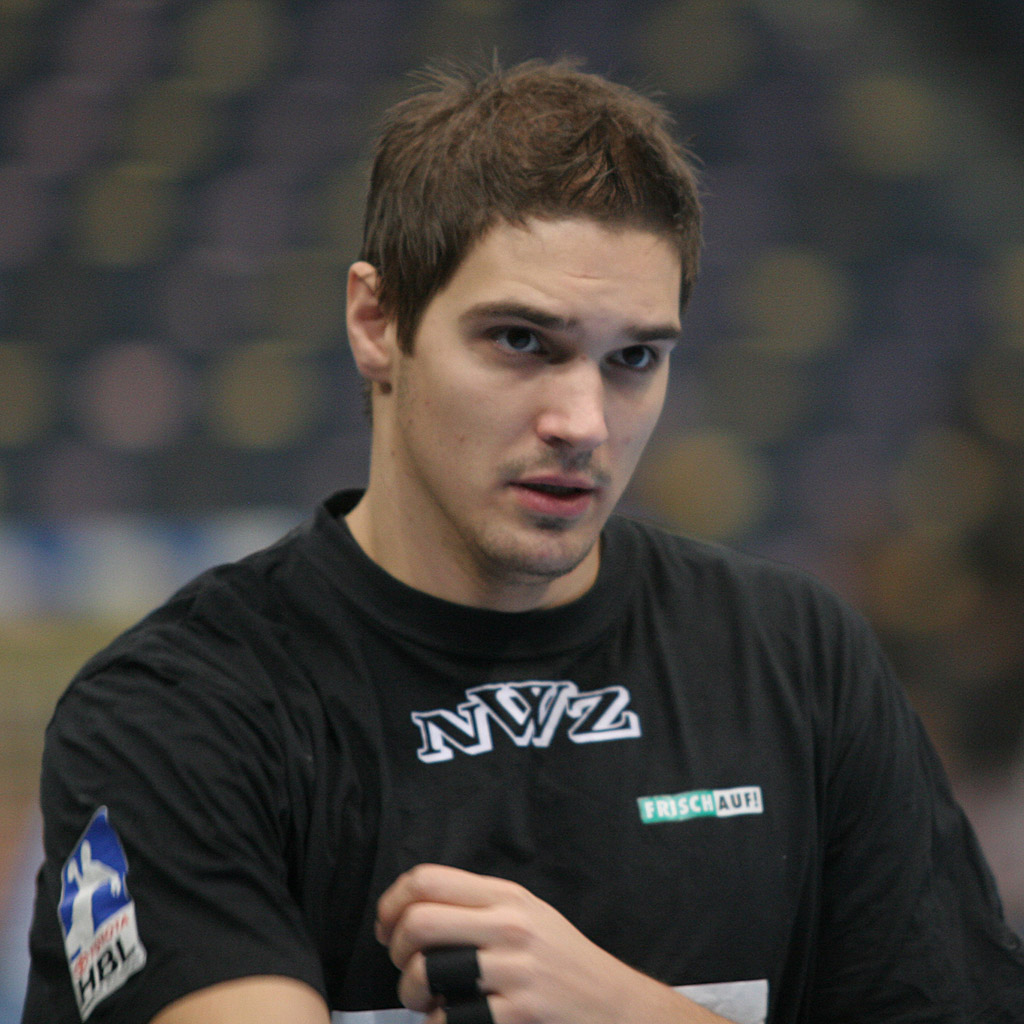
Nikola Manojlović
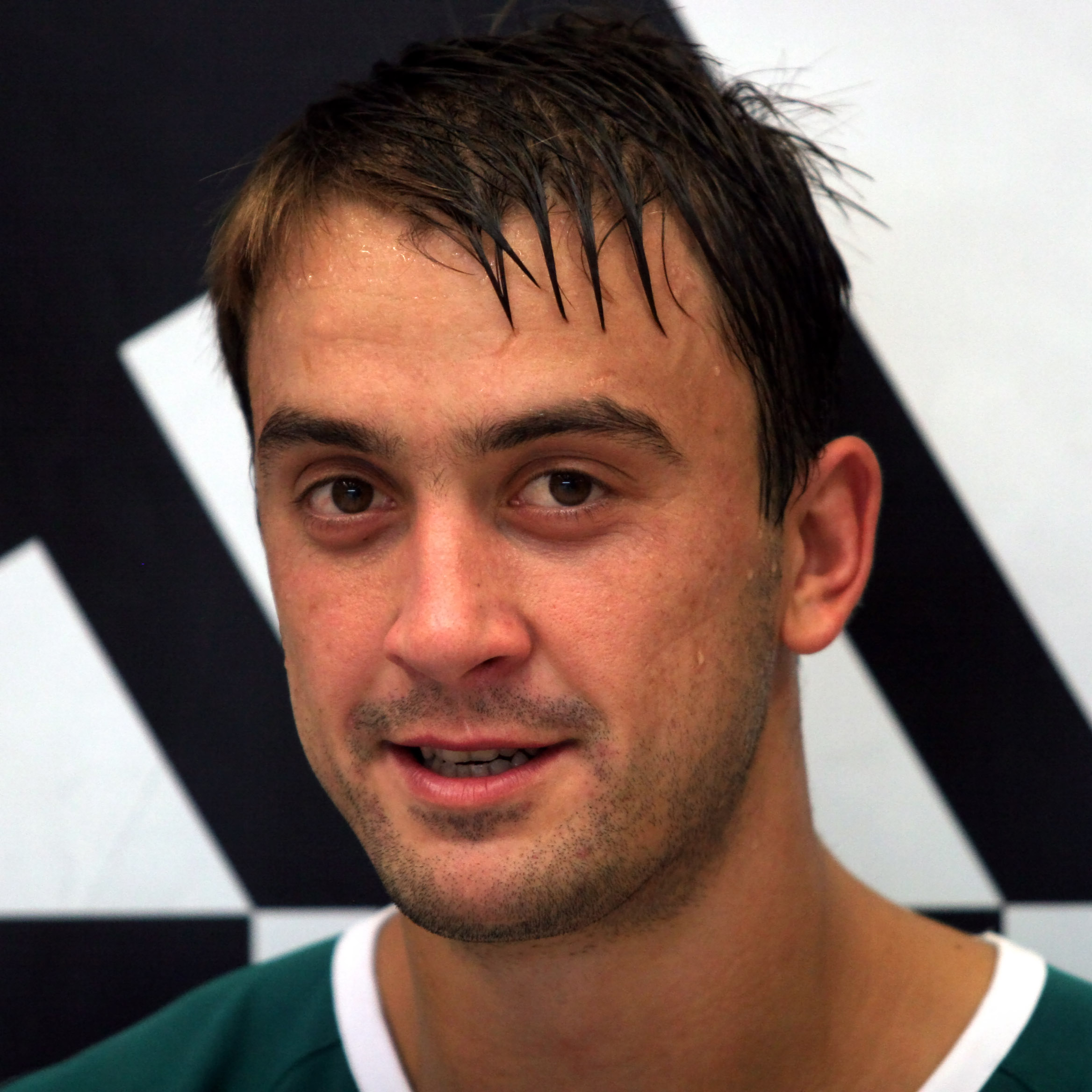
Momir Ilić
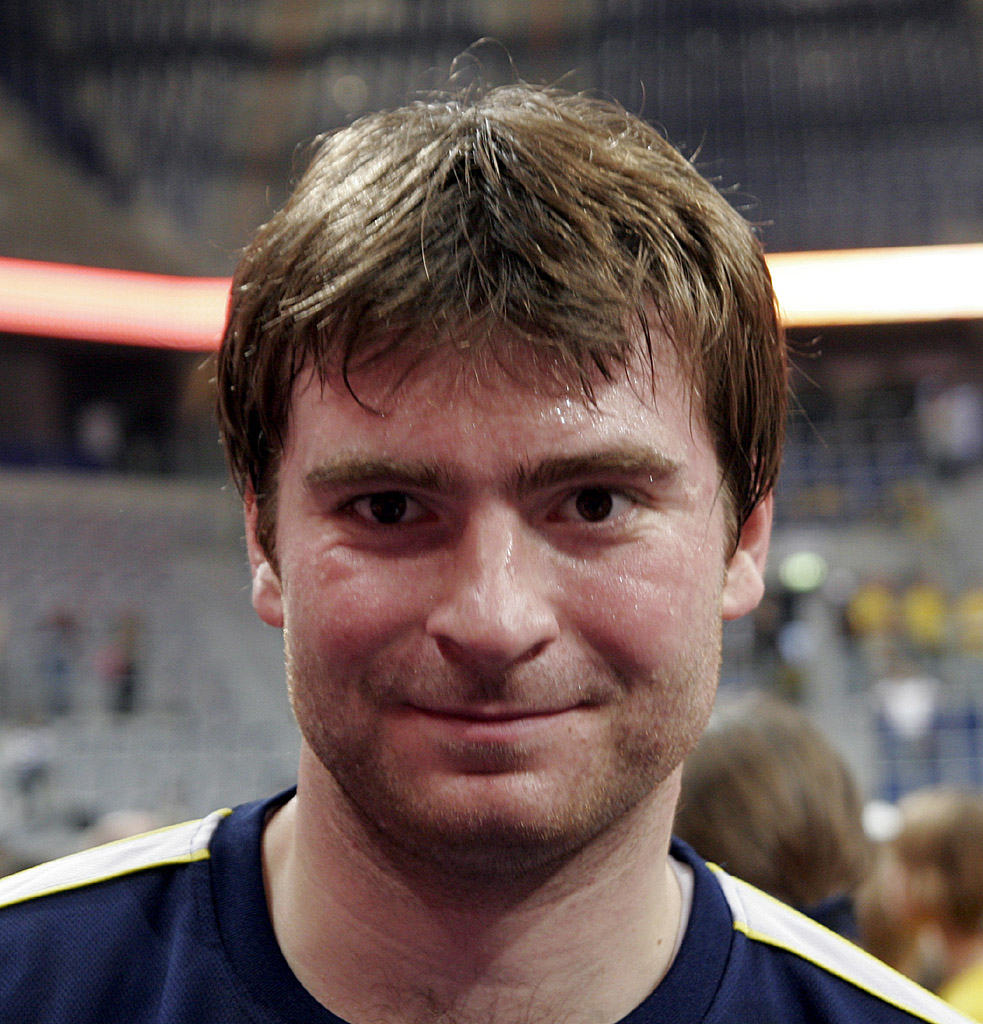
Rastko Stojković

## Sélectionneurs
| Sélectionneur      | Période          |
| ------------------ | ---------------- |
| Zoran Živković     | 1995-1997        |
| Jovica Elezović    | 1997             |
| Zoran Živković     | 1997-2000        |
| Veselin Vujović    | 2000             |
| Branislav Pokrajac | 2000-2001        |
| Zoran Živković     | 2001-2002        |
| Zoran Kurteš       | 2002-2003        |
| Veselin Vujović    | 2003-2006        |
| Jovica Elezović    | 2006             |
| Jovica Cvetković   | 2006-2009        |
| Sead Hasanefendić  | 2009-2010        |
| Veselin Vuković    | 2010-2013        |
| Ljubomir Vranjes   | 2013             |
| Vladan Matić       | 2013-2014        |
| Dejan Perić        | 2014-2016        |
| Jovica Cvetković   | 2016-2018        |
| Ljubomir Obradović | 2018             |
| Nenad Peruničić    | 2018-2020        |
| Toni Gerona        | 2020-01/2024     |
| Boris Rojević      | depuis mars 2020 |

## Confrontations contre la France
| Rencontres | Victoires | Nuls | Défaites | Buts pour | Buts contre | Différence |
| ---------- | --------- | ---- | -------- | --------- | ----------- | ---------- |
| 15         | 11        | 1    | 3        | 474       | 411         | +63        |